# هوک آو ندرلند
هوک آو ندرلند (به هلندی: Hoek van Holland) یک منطقهٔ مسکونی در هلند است که در Rotterdam واقع شده‌است. هوک آو ندرلند ۱۴٫۱ کیلومتر مربع مساحت و ۹٬۳۸۲ نفر جمعیت دارد.